# 1 Đại lộ Sainte-Geneviève
1 Đại lộ Sainte-Geneviève là một tòa nhà ở Thành phố Quebec, Quebec, Canada. Nằm trên Đại lộ Sainte-Geneviève, nhìn ra Vườn Thống đốc từ phía nam, đây là nơi ở của Tổng lãnh sự quán Hoa Kỳ tại Thành phố Quebec. Vườn Thống đốc nằm trên vị trí cũ của những khu vườn thuộc sở hữu của Claude de Ramezay trong nửa đầu thế kỷ 18. Ông sống trên phố Notre-Dame gần đó.

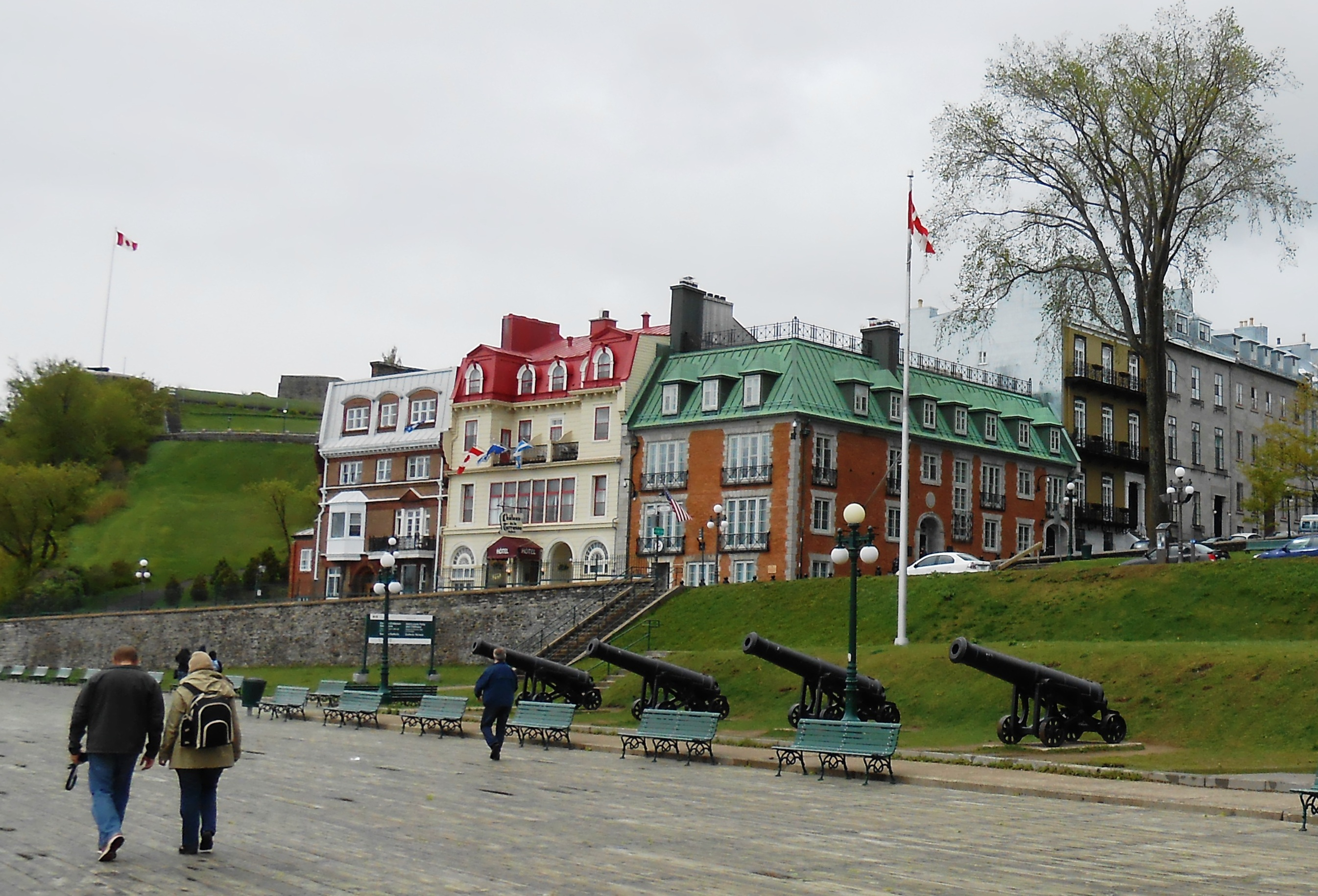
Quang cảnh nhìn từ Terrasse Dufferin, nhìn về phía tây